# Mustelus
A Mustelus a porcos halak (Chondrichthyes) osztályának a kékcápaalakúak (Carcharhiniformes) rendjébe, ezen belül a nyestcápafélék (Triakidae) családjába és a Triakinae alcsaládjába tartozó nem.

## Rendszerezés
A nembe az alábbi 28 faj tartozik:
- Mustelus albipinnis Castro-Aguirre, Antuna-Mendiola, González-Acosta & de la Cruz-Agüero, 2005
- Mustelus antarcticus Günther, 1870
- Mustelus asterias Cloquet, 1819
- Mustelus californicus Gill, 1864
- nyestcápa (Mustelus canis) (Mitchill, 1815)
- Mustelus dorsalis Gill, 1864
- Mustelus fasciatus (Garman, 1913)
- Mustelus griseus Pietschmann, 1908
- Mustelus henlei (Gill, 1863)
- Mustelus higmani Springer & Lowe, 1963
- Mustelus lenticulatus Phillipps, 1932
- Mustelus lunulatus Jordan & Gilbert, 1882
- Mustelus manazo Bleeker, 1855
- Mustelus mangalorensis Cubelio, Remya & Kurup, 2011
- Mustelus mento Cope, 1877
- Mustelus minicanis Heemstra, 1997
- Mustelus mosis Hemprich & Ehrenberg, 1899
- csillagos cápa (Mustelus mustelus) (Linnaeus, 1758) - típusfaj
- Mustelus norrisi Springer, 1939
- Mustelus palumbes Smith, 1957
- Mustelus punctulatus Risso, 1827
- Mustelus ravidus White & Last, 2006
- patagóniai sima cápa (Mustelus schmitti) Springer, 1939
- Mustelus sinusmexicanus Heemstra, 1997
- Mustelus stevensi White & Last, 2008
- Mustelus walkeri White & Last, 2008
- Mustelus whitneyi Chirichigno F., 1973
- Mustelus widodoi White & Last, 2006